# Stichopogon canariensis
Stichopogon canariensis är en tvåvingeart som beskrevs av Becker 1908. Stichopogon canariensis ingår i släktet Stichopogon och familjen rovflugor.
Artens utbredningsområde är Kanarieöarna. Inga underarter finns listade i Catalogue of Life.